# Elsterwerdaer Platz
Der Elsterwerdaer Platz ist ein Platz im Berliner Ortsteil Biesdorf des Bezirks Marzahn-Hellersdorf. An der Köpenicker Straße und in der Nähe der auf gemeinsamer Trasse geführten Bundesstraßen B 1 und B 5 gelegen, befindet er sich nahe dem Biesdorfer Dorfanger. Er ist nach der brandenburgischen Stadt Elsterwerda benannt. Den Namen trägt der Platz seit dem 9. November 1926, vorher hieß er Platz C.

## Lage und Umfeld

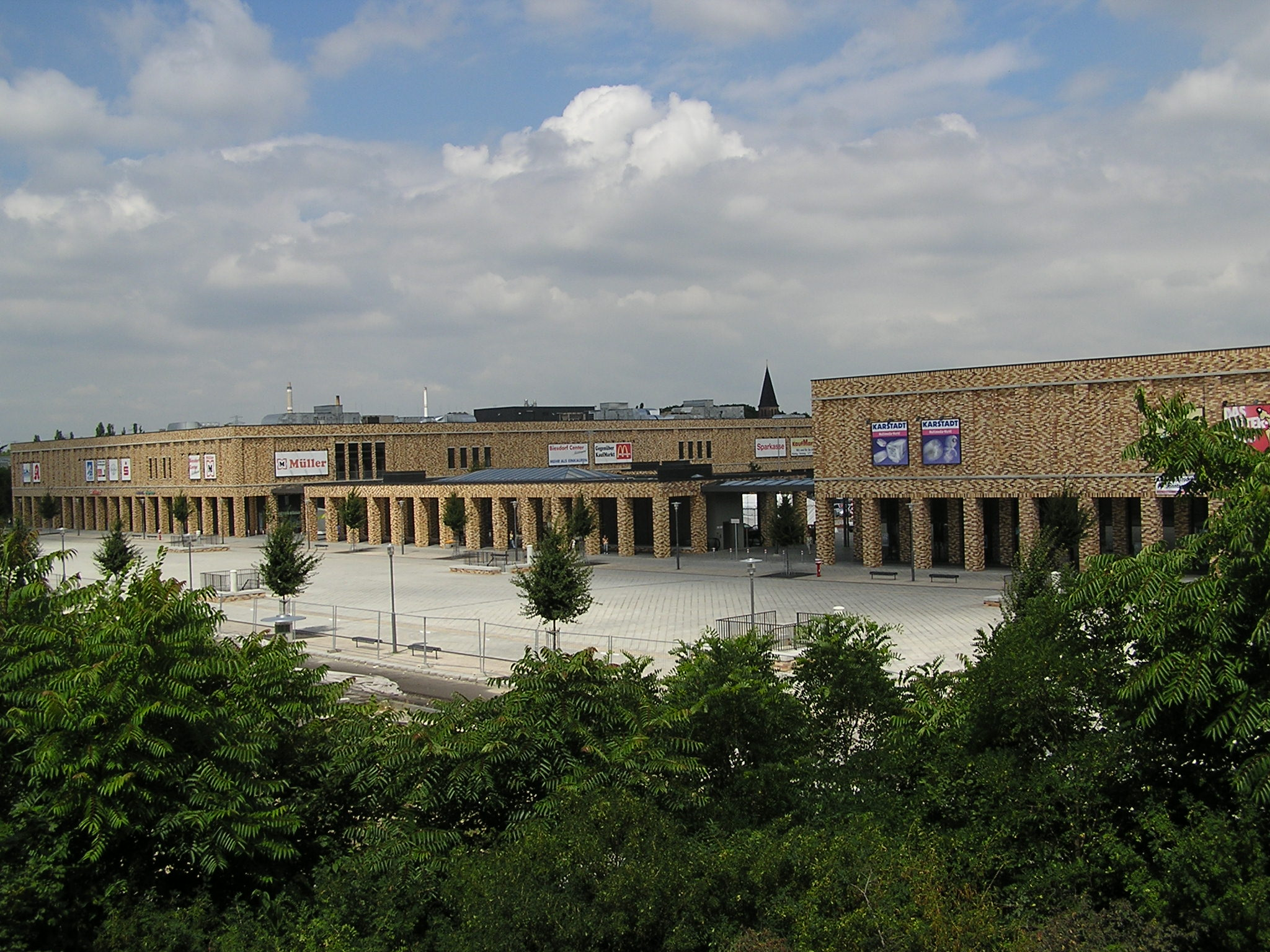
Das Biesdorf Center vom U-Bahnhof Elsterwerdaer Platz aus gesehen

Der L-förmige Elsterwerdaer Platz liegt im Zentrum des seit 1993 geplanten, seit 1997 im Bau befindlichen und erst zum Teil fertiggestellten städtebaulichen Entwicklungsgebietes Biesdorf-Süd. Es soll neben Handels- und Freizeiteinrichtungen auch für 13.500 Einwohner Wohnungen bieten. Die 142 Hektar großen Flächen des Entwicklungsgebietes südöstlich des Elsterwerdaer Platzes gehörten zu DDR-Zeiten der NVA. Nach der politischen Wende wurden sie zunächst zu einer Brache.
Im Norden und Westen des Platzes wurde im Juli 2003 mit dem Biesdorf Center ein 25.000 m² großes Einkaufszentrum eröffnet. Die Baukosten betrugen 220 Millionen Euro. Es besteht aus zwei 150 Meter langen zweigeschossigen Gebäudekomplexen: im ersten Komplex befinden sich eine Filiale der Handelskette Kaufland und kleinere Läden, der zweite Komplex besteht aus mehreren größeren Läden (unter anderem die größte Intersport-Filiale Berlins).
Das 2007 eröffnete agapia Gesundheitszentrum Polimedica befindet sich direkt gegenüber dem Biesdorf Center an der Südseite des Platzes. Das moderne Facharzt- und Präventionszentrum ist wesentlicher Bestandteil der ambulanten Gesundheitsversorgung in Biesdorf und versorgt jährlich über 100.000 Patienten. Es bietet auf 9.500 m² Nutzfläche neben 15 Facharztpraxen ein ambulantes OP-Zentrum und mit der CenDenta die größte private Zahnklinik im Ostteil der Stadt. Im Gesundheitszentrum ist seit 2007 auch das Bürgeramt Biesdorf untergebracht.

## Öffentlicher Nahverkehr

### U-Bahnhof
Der U-Bahnhof Elsterwerdaer Platz schließt sich südlich an den Platz an. Er wurde am 1. Juli 1988 eröffnet und ist ein Haltepunkt der U-Bahn-Linie U5 zwischen Hauptbahnhof und Hönow.

### Busverkehr
Es bestehen durch folgende Buslinien Verbindungen zum U-Bahnhof (Stand: Dezember 2016):
- X69 Müggelschlößchenweg – Köthener Straße
- 108 Waldesruh, Mahlsdorfer Allee – S+U Lichtenberg
- 154 Aubertstraße – U Elsterwerdaer Platz
- 169 Odernheimer Straße – U Elsterwerdaer Platz
- 190 S Wuhlheide – U Elsterwerdaer Platz
- 398 S Mahlsdorf – U Elsterwerdaer Platz

Der neue Busbahnhof nördlich des Bahnhofs wurde im Juli 2003 fertiggestellt. Hier enden bzw. beginnen die Linien mit dem Ziel Elsterwerdaer Platz.
Am U-Bahnhof Elsterwerdaer Platz gibt es zwei Bushaltestellen mit dieser Bezeichnung (nördlich bzw. südlich des Bahnhofs). Die nach Süden verkehrenden Linien benutzen beide Haltestellen (mit Ausnahme der Linie X69).